# Монтироне
Монтироне (итал. Montirone) је насеље у Италији у округу Бреша, региону Ломбардија.
Према процени из 2011. у насељу је живело 4896 становника. Насеље се налази на надморској висини од 101 м.

## Становништво
Према резултатима пописа становништва 2011. у општини је живело 5.044 становника.
| 1951. | 1961. | 1971. | 1981. | 1991. | 2001. | 2011. |
| ----- | ----- | ----- | ----- | ----- | ----- | ----- |
| 1.909 | 1.916 | 2.244 | 2.617 | 3.072 | 4.021 | 5.044 |